# Instrukcija
Instrukcija är ett studioalbum av den litauiska sångaren Jurga. Det gavs ut den 19 april 2007 och innehåller 13 låtar.

## Låtlista
| Nr  | Titel               | Längd |
| --- | ------------------- | ----- |
| 1.  | Instrukcija         | 4:22  |
| 2.  | Koralų Pasaka       | 2:52  |
| 3.  | Angelai             | 2:56  |
| 4.  | Smėlio Žmonės       | 3:40  |
| 5.  | Spiderwoman: Rising | 3:36  |
| 6.  | Juodos Gulbės       | 4:59  |
| 7.  | 5th Season          | 4:46  |
| 8.  | Benamio Daina       | 4:51  |
| 9.  | Renkuosi Žemę       | 3:22  |
| 10. | Ryte                | 4:27  |
| 11. | Per Silpna          | 5:40  |
| 12. | Šerlokas Holmsas    | 5:02  |
| 13. | Prie Žalio Vandens  | 2:28  |